# 白喉燕
白喉燕（学名：Hirundo albigularis）是燕属中一种小型候鸟，在非洲南部是一种非常常见的鸟类，由于城市中大兴土木给它们提供了更多筑巢的机会，白喉燕的数目还有增长的趋势。

## 描述
成年白喉燕体长16至18厘米，翼展20至23厘米，体重约22至30克。

## 习性
作为候鸟，它们通常在7月到9月间进入南非，次年4、5月后离开。食物是包括苍蝇、蜜蜂在内的各种昆虫，行一夫一妻制，巢穴是由泥土混合唾液、羽毛、杂草而制成的。它们的巢穴通常建筑在水边，通常是在岩石或者建筑突出物的底下。每年8月到次年3月间是它们的产卵期，每次产卵3个左右，孵化大约需要两个星期。公鸟和母鸟共同喂养雏鸟，18至25天后雏鸟长出羽毛，但是还要再过两周才会正式离开巢穴。